# دهستان بالاجوین
بالاجوین، دهستانی از توابع بخش مرکزی و در شهرستان جوین استان خراسان رضوی ایران است.

## جمعیت
جمعیت این دهستان بر اساس سرشماری سال ۱۳۸۵ جمعیت آن ۱۷٬۰۹۰ نفر (۴٬۲۷۲ خانوار)
بوده است.